# 69 battements par minute
Ne doit pas être confondu avec 120 battements par minute.
Albums de Claire Diterzi
Le Salon des refusées
(2013) L'Arbre en poche
(2018)
69 battements par minute est un album de Claire Diterzi sorti le 2 mars 2015 sur le label Alice au Pays des Merveilles en parallèle au spectacle théâtral et musical homonyme créé sur des textes du dramaturge Rodrigo Garcia.

## Écriture de l'album et création du spectacle
Cet album est la bande sonore du spectacle homonyme fruit d'une collaboration entre Claire Diterzi et le dramaturge argentin Rodrigo Garcia créé en février 2015, notamment au théâtre des Bouffes du Nord à Paris, puis en tournée en France,. La scénographie du spectacle a été assurée par Alexis Armengol et le vidéaste Vincent Idez.
Fin janvier 2015, le premier clip extrait de l'album, pour la chanson Infiniment Petit, réalisé par Andy Maistre et Delphine Boudon avec la participation de Denis Lavant, est publié. Il est suivi de celui réalisé pour L'avantage avec les animaux c'est qu'ils t'aiment sans poser de questions.

## Titres de l'album
1. L'avantage avec les animaux c'est qu'ils t'aiment sans poser de questions – 3 min 04 s
2. Tu voles de mes propres ailes – 3 min 28 s
3. 69 battements par minute – 3 min 28 s
4. Seconde Nature – 3 min 10 s
5. Je suis contre l'amour – 3 min 30 s
6. Ma bouche ton écluse – 3 min 10 s
7. Envoie le steak – 1 min 35 s
8. Vivaldi et le Ukulélé – 2 min 15 s
9. Mon corps pleure – 2 min 21 s
10. Berger allemus dei – 3 min 35 s
11. J'ai 30 millions d'amis – 3 min 08 s
12. Infiniment Petit – 3 min 37 s
13. Je suis un pédé refoulé – 2 min 37 s
14. Le Distributeur de temps – 3 min 19 s
15. Interdit de jeter son chewing-gum – 3 min 20 s
16. La Broche – 1 min 36 s

## Musiciens ayant participé à la création
- Claire Diterzi : chant, guitares
- Christophe Rodomisto : guitare
- David Aknin : batterie, machines
- Antoine Simoni : basse, clavier

## Réception critique et ventes
L'album entre le 2 mars 2015 à la 81e place dans le top 250 des meilleures ventes de disques en France dans lequel il se maintient durant cinq semaines.